# Mónica Ríos
Mónica Ríos, Mónica-Ramón Ríos o Mónica A. Ríos (Santiago, 25 de julio de 1978) es una narradora, ensayista, profesora, guionista y editora chilena.

## Biografía
Estudió en la Universidad Católica, donde se licenció en Letras con una tesina sobre Severo Sarduy; más tarde, en la Universidad de Chile, obtuvo un magíster en Teoría Literaria con una tesis sobre guion cinematográfico como género literario. Obtuvo su doctorado en Literatura latinoamericana en Rutgers University, Nueva Jersey, Estados Unidos.
Ha publicado las novelas Segundos (Santiago de Chile, 2010) y las novelas dobles Alias el Rocío (San José, 2014) y Alias el Rucio (Santiago de Chile, 2015)... En 2020 se publicó en inglés su colección de cuentos Cars on Fire (Open Letter Books).
Cuentos suyos han sido publicados en las antologías Lenguas. Dieciocho jóvenes cuentistas chilenos (Santiago de Chile, 2005), La Siega. Narrativa chilena actual: 28 narradores meridionales (Barcelona, 2007), Junta de vecinas. 16 narradoras chilenas (Sevilla, 2011), Los Nóveles (Miami, 2011), Disculpe que no me levante. Cuentos latinoamericanos sobre la muerte (Madrid, 2014), y Escribir en Nueva York. Antología de narradores hispanoamericanos (Lima, 2014). Ha publicado papers y artículos en revistas académicas, además de ensayos en los libros De la agresión a las palabras (Santiago de Chile, 2008), Lugares periféricos. Conferencias sobre escritores de culto no canonizados (Santa Cruz de la Sierra, 2010), Salón de anomalías. Diez lecturas críticas acerca de la obra de Mario Bellatin (Lima, 2013). Es coautora del libro de ensayos Cine de mujeres en Postdictadura (Valparaíso, 2010).
En 2005 obtuvo el primer lugar del Concurso de Dramaturgia en 10 Minutos del Centro Cultural de España en Chile, con la obra Retrato inconcluso en aeropuerto. En 2008 fue finalista del VII Concurso de Ensayo en Humanidades "Ciudad y Vida Pública", con el ensayo La escritura del presente.
Además de su trabajo literario y académico, Ríos participó en el guion de la película Papelucho (2007) y escribió en el largometraje La burbuja (en posproducción), que también codirigió junto a Simone Pavin, además de capítulos para las series de televisión Clarita (2005) y La vida es una lotería (2003). Como investigadora, en 2006 encabezó el proyecto Archivodramaturgia, y participó como investigadora en jefe, coordinadora y editora del archivo Memoria Chilena (2008-2010). Escribe crítica literaria en la revista Sobre Libros, entre otras publicaciones donde ha colaborado, y desde 2008 es fundadora y coeditora, junto a Martín Centeno y Carlos Labbé, de Sangría Editora.
Desde 2010 vive entre Brooklyn, NY, y Santiago de Chile.

## Obra

### Novelas
- Segundos, Sangría, Santiago de Chile, 2010
- Alias el Rocío, San José de Costa Rica, 2014
- Alias el Rucio, Santiago de Chile, 2015

### Cuentos
- Cars on Fire, Open Letter, Rochester NY, 2020

### Cuentos en antologías
- "Cuenta regresiva", "La pasión de los hombres", "Patitas de rana" y "Ventana erecta" en Lenguas. Dieciocho jóvenes cuentistas chilenos, JC Sáez Editor, Santiago de Chile, 2005
- "Una actriz desaparece" en La Siega. Narrativa chilena actual: 28 narradores meridionales, La Siega, Barcelona, 2007
- "Elpasolitas. Usos prácticos" en Junta de vecinas. 16 narradoras chilenas, Algaida, Sevilla, 2011
- "Obituario (Cristián)" en Specimens. Última narrativa latinoamericana, Miami, 2014
- "Obituario (La escritora)" en Disculpe que no me levante. Cuentos latinoamericanos sobre la muerte, Demipage, Madrid, 2014
- "El objeto" en Escribir en Nueva York, Caja Negra, Lima, 2014

### Ensayos
- Cine de mujeres en Posdictadura, Ediciones Cultura, Valparaíso, 2010
- "La escritura del presente. El guion cinematográfico como género literario" en De la agresión a las palabras, Universidad Diego Portales, Santiago de Chile, 2008.
- "“La anunciación” de María Negroni. Prismas de la enunciación" en Lugares periféricos. Conferencias sobre escritores de culto no canonizados, Núcleo de investigaciones Centro Simón Patiño, Santa Cruz de la Sierra, 2010.
- "El ruido, maniobra de lo imperceptible. Sobre “Perros héroes”, de Mario Bellatin" en Salón de anomalías. Diez 	lecturas críticas acerca de la obra de Mario Bellatin, Ediciones Altazor, Lima, 2013.
- Literaturas y feminismo, Sangría Editora, Santiago de Chile, 2018

## Premios y reconocimientos
- Premio Dramaturgia en 10 minutos 2005 a la mejor dramaturgia por Retrato inconcluso en aeropuerto.
- Finalista del VII Premio de Ensayo en Humanidades Contemporáneas por La escritura del presente, 2008.